# Ricky Schroder

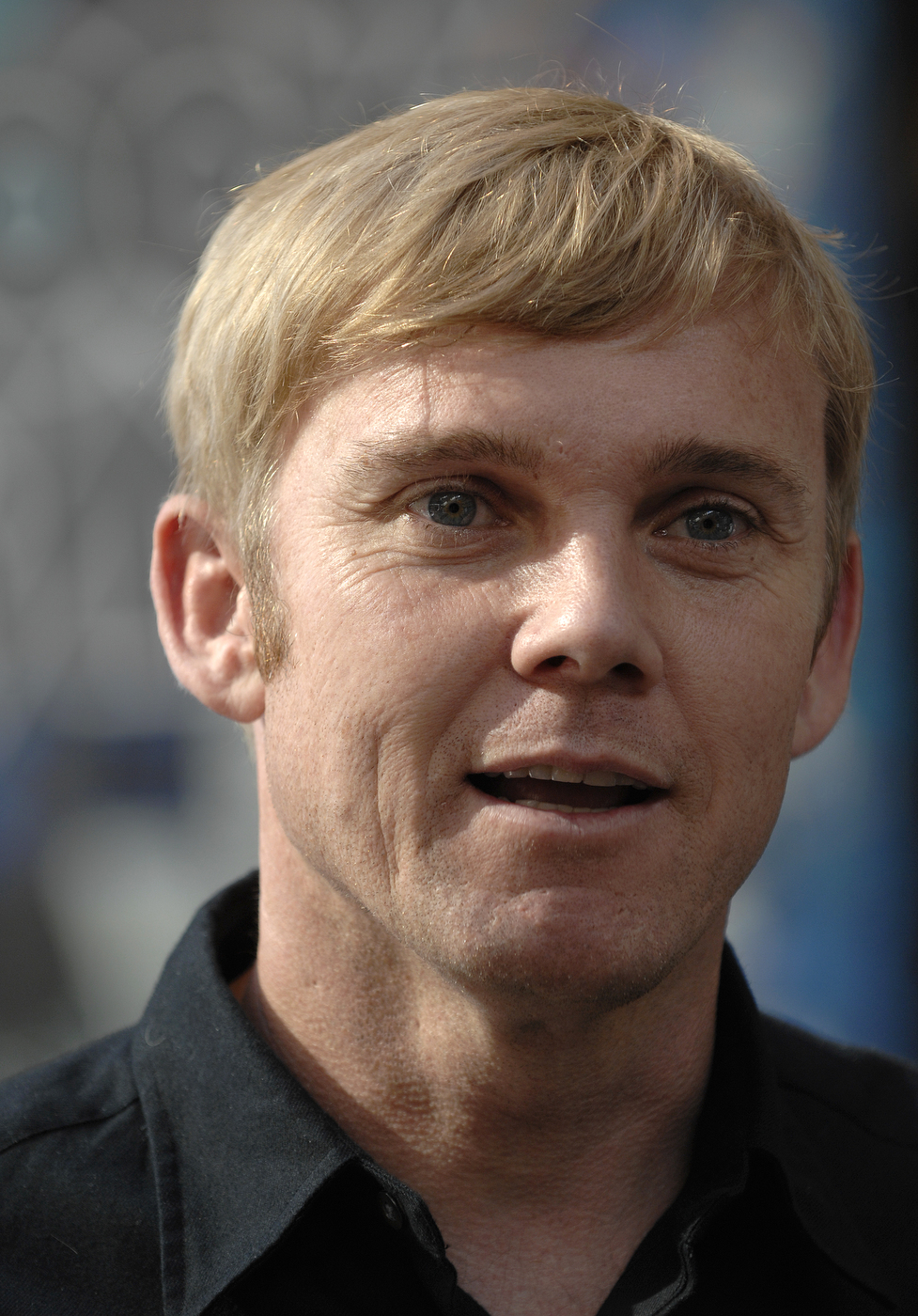
Ricky Schroder (2008)

Richard „Ricky“ Bartlett Schroder (* 13. April 1970 in Staten Island, New York City, New York) ist ein US-amerikanischer Schauspieler, Regisseur, Drehbuchautor und Produzent. Ab Ende der 1970er Jahre wurde er erstmals als Kinderdarsteller mit Filmen wie Der kleine Lord und Der Champ bekannt.

## Leben und Wirken
Ricky Schroder wurde als Sohn von Richard und Diane Schroder in Staten Island geboren. Im Alter von neun Jahren hatte er sein Leinwanddebüt in dem Film Der Champ. Für diese Rolle wurde er 1980 mit dem Golden Globe als Bester Nachwuchsdarsteller ausgezeichnet. Im selben Jahr hatte er seinen weltweiten Durchbruch als Kinderstar. In der Rolle des kleinen Lord Fauntleroy im Film Der kleine Lord ist er auch heute noch alljährlich zu Weihnachten neben Alec Guinness im deutschen Fernsehen zu sehen.
Schroders Großeltern väterlicherseits stammen aus der Nähe von Hamburg. Sie wanderten in den 1940er Jahren in die Vereinigten Staaten aus. Schroder heiratete am 26. September 1992 Andrea Bernard. Beide haben miteinander vier gemeinsame Kinder, zwei Söhne und zwei Töchter. 2016 trennte Schroder sich von seiner Frau.
Schroder hat eine ältere Schwester namens Dawn, die als Model sowie als Schauspielerin arbeitet. Nachdem Schroder im Alter von etwa 19 Jahren dazu übergegangen war, unter dem Vornamen Rick anstatt Ricky aufzutreten, gab er in der Talkshow von Larry King am 9. Januar 2007 bekannt, dass er von nun an wieder unter dem Namen Ricky Schroder auftreten würde.
Schroder ist Mitglied in der National Rifle Association. 2019 wurde er zweimal binnen 30 Tagen wegen häuslicher Gewalt festgenommen. 2020 beteiligte er sich an einer Kaution von zwei Millionen Dollar, um Kyle Rittenhouse, der bei den Protesten in Kenosha zwei Menschen erschossen hatte, die Untersuchungshaft zu ersparen. Rittenhouse wurde später freigesprochen und die Schüsse als Selbstverteidigung gewertet.
In sozialen Medien tritt Schroder heute als Rechtspopulist und Verschwörungstheoretiker in Erscheinung. Er ist Republikaner und Unterstützer von Donald Trump.

## Filmografie (Auswahl)
- 1979: Der Champ (The Champ)
- 1980: Bruchlandung im Paradies (The Last Flight of Noah’s Ark)
- 1980: Am Ende des Tales (The Earthling)
- 1980: Der kleine Lord (Little Lord Fauntleroy, Fernsehfilm)
- 1981: Disneyland (Fernsehserie, zwei Episoden)
- 1982: Kraft Salutes Walt Disney World’s 10th Anniversary
- 1982: Mein großer Bruder (Something So Right)
- 1982–1987: Silver Spoons (Fernsehserie, 116 Folgen)
- 1983: Two Kinds of Love
- 1983: Faerie Tale Theatre (Fernsehserie, Episode 2x06)
- 1985: A Reason to Live
- 1988: Zu jung, ein Held zu sein (Too Young the Hero)
- 1988: Lonesome Dove
- 1989: Terror on Highway 91
- 1989: Der Ruf des Adlers (Lonesome Dove)
- 1989: Out on the Edge
- 1990: Terrys Versprechen (A Son’s Promise)
- 1990: Stranger – Rückkehr aus der Vergangenheit (The Stranger Within)
- 1990: Rivalen (Across the Tracks)
- 1991: Blutiger Fluss (Blood River)
- 1991: Martyrium einer Mutter (My Son Johnny)
- 1992: Wege aus dem Nichts (Miles from Nowhere)
- 1993: Der Ruf der Wildnis (Call of the Wild)
- 1993: Wildes Land (Return to Lonesome Dove)
- 1994: Texas
- 1994: Joey und Emily (To My Daughter with Love)
- 1994: The Last Days of Paradise (There Goes My Baby)
- 1995: Crimson Tide – In tiefster Gefahr (Crimson Tide)
- 1996: Innocent Victims
- 1997: Weihnachten im wilden Westen (Ebenezer)
- 1997: Die Mörder-Mutter: Wenn Liebe zu weit geht (Too Close to Home)
- 1997: Todesschüsse im Klassenzimmer (Detention: The Siege at Johnson High)
- 1997: Herz voller Tränen (Heart Full of Rain)
- 1998: Dead Man’s Gun (Fernsehserie, Episode 1x17)
- 1998: I Woke Up Early the Day I Died
- 1998–2001: New York Cops – NYPD Blue (NYPD Blue, Fernsehserie)
- 1999: Ich weiß noch immer, wo sie begraben ist (What We Did That Night)
- 2001: Zwischen allen Linien – Das verlorene Bataillon (The Lost Battalion)
- 2002: Poolhall Junkies
- 2003: Face of Terror
- 2003: Consequence
- 2003: Scrubs – Die Anfänger (Scrubs, Fernsehserie, vier Episoden)
- 2004: Black Cloud
- 2005: 14 Hours (Fernsehfilm)
- 2005–2006: Strong Medicine: Zwei Ärztinnen wie Feuer und Eis
- 2007: 24 (Fernsehserie)
- 2008: Die Reise zum Mittelpunkt der Erde (Journey to the Center of the Earth, Fernsehfilm)
- 2008: Andromeda – Tödlicher Staub aus dem All (The Andromeda Strain)
- 2010: Männertrip (Get Him to the Greek)
- 2011: My Superhero Family (No Ordinary Family, Fernsehserie, Episode 1x11)
- 2013: Ungezähmte Herzen – Ein Mustang zum Verlieben (Our Wild Hearts)
- 2014: Locker 13

## Auszeichnungen
- 1983: Young Artist Award
  - Nominiert für Best Young Actor in a Movie Made for Television – Der kleine Lord